# Savitar (DC Comics)
Savitar é um personagem fictício e supervilão da DC Comics, sendo criado por Mark Waid e Oscar Jiminez, que tinha como inimigos Barry Allen, Wally West e Jay Garrick.

## Origem
A identidade de Savitar é desconhecida, só se saiba que antes de se transformar, ele era um piloto de aviões do exército Soviético durante a Guerra Fria. Um dia, durante um teste de um novo avião a jato, ele conseguiu ultrapassar a barreira do som. Mas neste exato momento o seu avião foi atingido por um relâmpago e acabou caindo em território hostil.

## História
Depois de encontrar novas formas de aumentar a sua velocidade, Savitar decidiu enfrentar o único velocista que existia na época, o Johnny Quick. A batalha foi dura e Johnny quase foi derrotado pelo Savitar, mas Max Mercury surgiu e aprisionou-o dentro da Força de Aceleração.
O paradeiro de Savitar foi desconhecido durante várias décadas. Quando voltou ele descobriu que o seu culto tinha ganho muitos mais seguidores, e foi aí que ele decidiu eliminar todos os outros velocistas: Flash, Impulso e especialmente o Max Mercury.

## Em outras mídias
- No The Flash, da The CW, revela que Savitar é a versão malvada de Barry Allen no futuro. Depois que ele revelou sua identidade para Nevasca, ela concordou em trabalhar com ele e teve acesso a alguns segredos. Obviamente, o Barry Allen mais jovem não podia ser morto, pois, desse modo, Savitar jamais existiria.[2]